# 丁洪 (明朝)

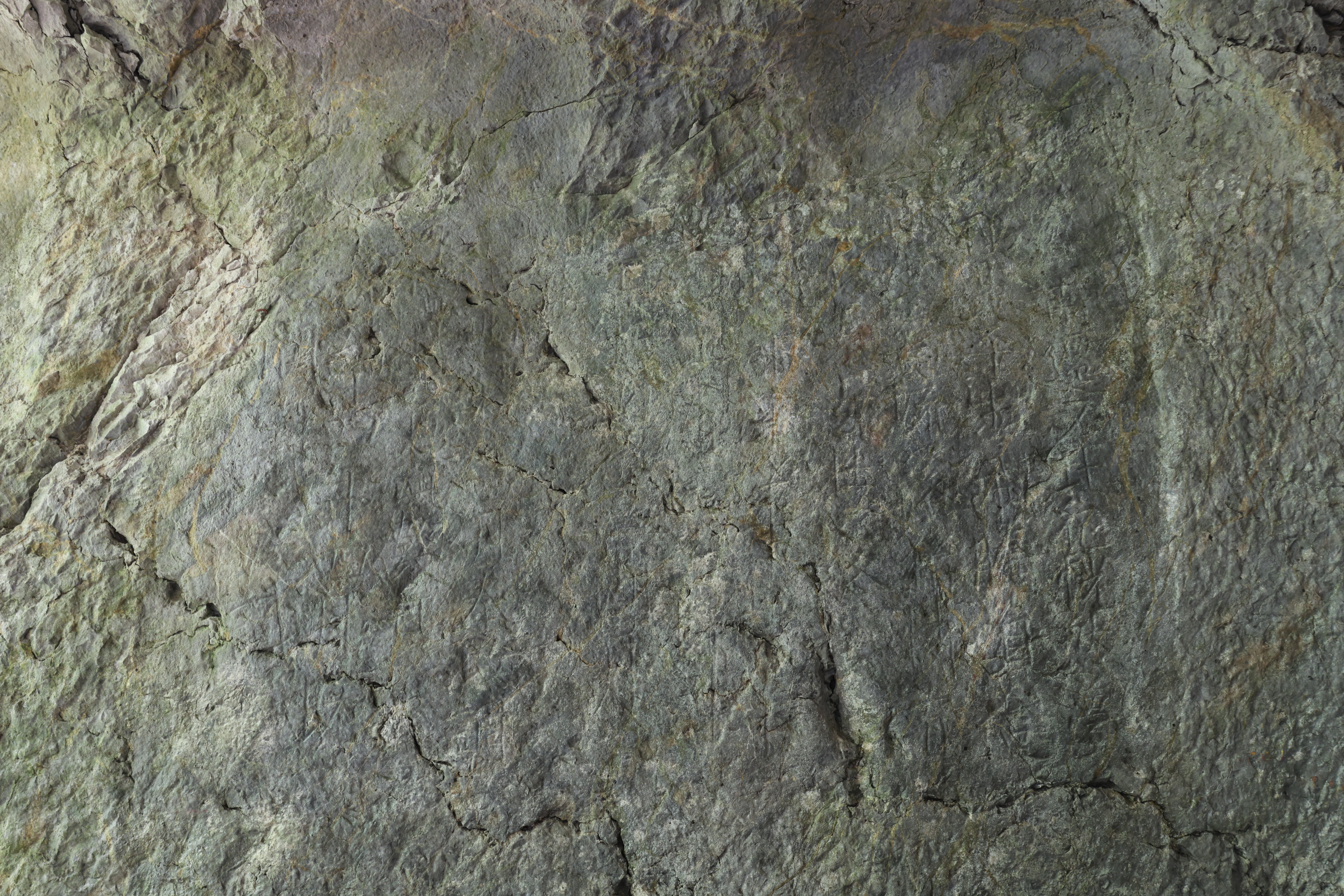
嘉靖十四年（1535），知府丁洪在杭州南屏山石佛像側留下的題刻。
忽忽南迁又北征，恍然梦里是平生。飞腾自合同云鸟，流落犹怜有姓名。老去壮心终不改，年来华发半多更。山青云白归何日，暂对西湖月满城。时守杭方四月，奉改调命，当北上，息此数日。嘉靖十四年四月既望，阆山丁洪识。

丁洪（15世紀—16世紀），字秀學，號閬山，江西廣信府鉛山縣人，明朝政治人物。

## 生平
丁洪是宋朝信州知州丁黼的六世孫，在正德八年（1513年）中舉人，次年（1514年）聯捷進士，獲授武昌知縣，捐俸施藥粥救濟人民，十四年（1519年）調任鄞縣，在當地查清冊籍和丁口、終日勤政危坐不移，吏員都恐懼屏息；判案查考完整、分析中肯，判決後召吏巡視，每天數百人，無人不心服，同時也借助獄中賊人引導，搗毀巨寇陸毛三巢穴，人稱有為。
之後丁洪改任當塗，入朝為工部郎中，因為剛直外調汀州知府，轉官杭州，很快辭官回鄉，協助知縣黃中揭帖，並上疏設哨船應付盜賊蜂、建議立縣應對窰民，著有《聞山詩集》，到八十一歲去世。
慈谿人張昺曾為鉛山知縣，在鄉試取錄丁洪，對方以副使請老，他就朝夕照顧，張昺去世後他也為其經紀其喪。

## 引用
1. 1 2  同治《鉛山縣志·卷十五·人物志》：丁洪，字秀學，宋信州知州丁黼六世孫也，登正德甲戌進士。性行端介，屢抗權貴，厯官汀杭二州守，母老乞歸；先令武昌，荒疫並作，洪捐俸施藥粥，民賴以生，調鄞縣，士民咸戴，祀名宦。及任當塗，有巨寇陸毛三者穴區謀不軌，洪誘獄中老賊潛為引導，擒勦搗其穴；晉工部郎，治河底績運道得通，後出知杭州府不赴，居鄉三十年。於弋陽爭騾馬利害，佐邑令黃中揭帖凡十二辨，當道据為定案。鉛盜蜂起，上書郡縣設哨船，商民利之，橫峯窰民不時作亂，洪建議立縣，三致書朝紳，興安由是立，著有《聞山詩集》，卒年八十有一。 人物志、府志
2. ↑  同治《鉛山縣志·卷十二·選舉志》：進士……明……正德九年甲戌唐皋榜 丁洪 字秀玉，□□人，厯任汀杭二府知府，有傳……舉人……正德八年癸酉科……丁洪 見進士
3. ↑  《明世宗肅皇帝實錄·卷一百四》：（嘉靖八年八月）丙戌十三道御史吳仲等言……至如待詔葉幼學，吏部郎中胡森，員外郎潘潢、劉一正，主事王激，禮部員外郎張敔，工部郎中丁洪，刑部員外郎張寰，南京刑部郎中劉汝輗養病……
4. ↑  光緒《鄞縣志·卷二十五·名宦傳》：丁洪，字季學，鉛山人 嘉靖志 ，正德九年進士。由武昌令鄞縣 案嘉靖志在正德十四年 ，清冊籍、驗丁口、品嗇第，豐若家至而戶及，勤政終日而危坐不移，羣吏退聽竦息，詰捕句稽腹案整整，當鞫訊之際毫分縷析曲中肯綮，獄成召吏視遣，日不下數百人無不心服。嘗曰：「漢法三章至明切也，殺傷昭矣。盜公匿賦者若固有之，何哉故吞併欺隱之弊，尤所究心。」 《李堂贈丁侯考績之京序》 人稱有為 嘉靖志。洪為張昺令鉛山所取士 《明史》張昺傳 ，至是昺以副使請老 《甬上耆舊集》 ，旦夕候起居，為具蔬食，及卒含殮不具，洪經紀其喪 張昺傳 。